# Arcadi Balaguer i Costa
Arcadi Balaguer i Costa   (Barcelona, 8 de març de 1886 - Sant Andreu de Llavaneres, 1 de gener de 1973), primer baró d'Ovilvar, fou un industrial i dirigent esportiu català, vinculat al futbol i la caça, president del Futbol Club Barcelona entre 1925 i 1929,

## Biografia
Era fill de Melcior Balaguer i Bruguera i de Maria de la Concepció Costa i Vila, que va ser una de les majors propietàries de Castelldefels a finals del segle xix, i la persona que va cedir els terrenys per a la construcció del seu actual cementiri i l'església de Santa Maria el 1909, finançada pel banquer català Manuel Girona i Agrafel. Va néixer a Barcelona però va viure a Castelldefels molts anys.
Industrial aristòcrata, monàrquic i amic personal de Primo de Rivera i del rei Alfons XIII, va ocupar la presidència del Futbol Club Barcelona des del 17 de desembre de 1925 fins al 23 de març de 1929, càrrec al qual va accedir per la seva amistat personal amb Miguel Primo de Rivera i amb el rei. Durant el seu mandat, el club va superar una greu crisi interna, després de la dimissió forçada de Joan-Max Gamper Haessig. Accedí a la presidència del Futbol Club Barcelona, des del 17 de desembre de 1925 fins al 23 de març de 1929, pocs dies abans que acabés el tancament governatiu arran dels fets de les Corts del 14 de juny de 1925 –en què el públic xiulà l'himne espanyol–. Les seves gestions serviren per rebaixar la sanció al club. La reaparició del Barça es produí el dia de Nadal del 1925.
Protagonitzà bona part de la denominada Edat d'Or del club. Durant el seu mandat el Barça guanyà tres Campionats de Catalunya (1926, 1927, 1928), dos d'Espanya (1926 i 1928) i la primera edició de la lliga espanyola (1929). Va ser nomenat baró d'Ovilvar el 27 de gener de 1930, títol que ara porta la seva neta Àngels de Balaguer Sánchez-Arjona des del 3 de juliol de 2001, a la mort del seu pare Josep Maria de Balaguer de Pallejà (refusat pel seu net Jordi de Balaguer i de Nadal).
Fou el primer president de la Tercera Federació Regional de Caça, antecedent de la Federació Catalana de Caça, creada a finals de l'any 1940 i que englobava les quatre províncies catalanes. Ocupà el càrrec fins al 1953. També fou president del Reial Club de Polo.
Seguint amb la tradició familiar, als anys 1920, Arcadi de Balaguer va donar dues parcel·les del costat de l'església parroquial de Castelldefels per a la construcció d'un nou ajuntament i d'un grup escolar al carrer que ara porta el seu nom, que el 2006 es va traslladar a un altre barri de la ciutat, passant l'antic centre escolar a ser al seu actual de l'escola Josep Guinovart. També va donar a l'Ajuntament la masia de Can Ballester o Can Gomar, que des de l'any 1975 allotja al Casal de Cultura de la ciutat. A principis de la Segona República Espanyola, el consistori li va demanar permís per construir una font pública i poc després, en agraïment, l'Ajuntament li va recompensar amb el títol de fill predilecte, sent un dels pocs dels quals es té constància que se'ls ha atorgat aquest títol.
El juliol del 1939, va participar amb la seva dona i filla a la festa italiana de l'alliberament de Barcelona per les tropes fanquistes. L'octubre de 1939, fou nomenat membre del Comitè Olímpic Espanyol (COE-CND) per la federació de caça.
Se sap que gràcies a les seves influències polítiques va aconseguir que l'electricitat i amb ella l'enllumenat públic arribessin a Castelldefels, i un dels carrers de la ciutat porta el seu nom.